# 흐리쉬따 바트

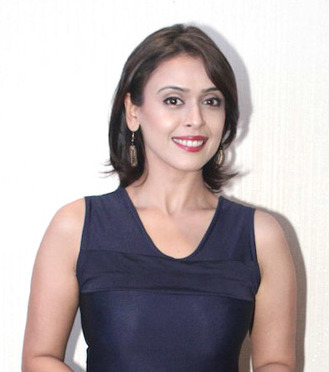
흐리쉬따 바트'

흐리쉬따 바트(Hrishitaa Bhatt, 1981년 5월 10일 ~ )는 인도의 배우, 모델이다.
뭄바이에서 태어났다.

## 영화
- 암마 키 볼리 (2013년)
- 히어로즈 (2008년) - 살로니 역
- 차러스: 어 조인트 에퍼트 (2004년) - 나이나 역
- 아웃 오브 컨트롤 (2003년) - 리차 J. 베디 역
- 하실 (2003년) - 니하리카 싱 역